# Leó Szilárd
Leó Szilárd (Budapest, 11 de febrero de 1898 - La Jolla, California, 30 de mayo de 1964) fue un físico judío húngaro-estadounidense que trabajó en el Proyecto Manhattan. Al margen de la importancia de su trabajo en física nuclear y posteriormente en biología molecular, es también conocido por ser el autor de la carta (también firmada por Albert Einstein) dirigida al presidente de los Estados Unidos Franklin D. Roosevelt en agosto de 1939, que desembocó en el desarrollo de las bombas atómicas lanzadas sobre Hiroshima y Nagasaki en 1945.

## Semblanza

### Primeros años

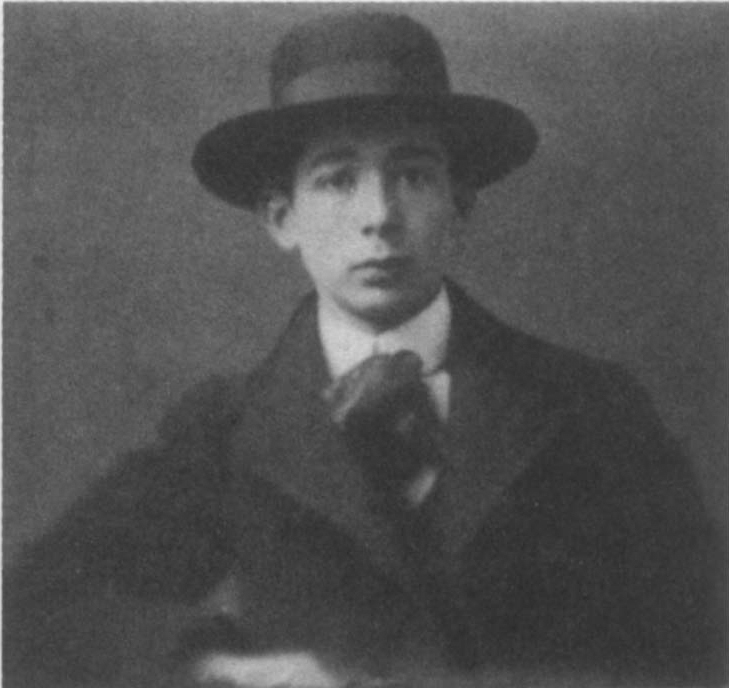
Leó Szilárd a los 15 años de edad

Leo Spitz nació en Budapest en lo que era entonces el Reino de Hungría, el 11 de febrero de 1898. Sus padres, de clase media y de origen judío, el ingeniero civil Louis Spitz y Tekla Vidor, lo criaron en el barrio de Fasor Városligeti de la ciudad de Pest. Tenía dos hermanos más jóvenes, Béla, nacido en 1900, y su hermana Rózsi (Rose), nacida en 1901. El 4 de octubre de 1900, la familia cambió su apellido del alemán "Spitz" al húngaro "Szilárd", un nombre que significa "sólido" en húngaro. A pesar de tener un fondo religioso, Szilárd se convirtió en agnóstico. De 1908 a 1916 asistió a la escuela secundaria 'Reáliskola' en su ciudad natal. Mostrando un interés temprano por la física y gran habilidad en las matemáticas, en 1916 ganó el Premio Eötvös, un premio nacional de matemáticas.
En plena Primera Guerra Mundial en Europa, Szilárd recibió la noticia el 22 de enero de 1916 de que había sido reclutado en el 5º Regimiento de Fortalezas, pero pudo continuar sus estudios. Se matriculó como estudiante de ingeniería en la Universidad de Tecnología y Economía de Budapest, donde ingresó en septiembre de 1916. Al año siguiente se unió al 4º Regimiento de Artillería de Montaña del ejército austrohúngaro, pero inmediatamente fue enviado a Budapest como candidato a oficial. Se reincorporó a su regimiento en  mayo de 1918, pero en septiembre, antes de ser enviado al frente, cayó enfermo por la pandemia de gripe de 1918 y se volvió a casa para ser hospitalizado. Más tarde se le informó de que su regimiento había sido casi aniquilado en combate, por lo que la enfermedad probablemente salvó su vida. Fue dado de baja honorablemente en noviembre de 1918, después del final de la guerra.
En enero de 1919, Szilárd reanudó sus estudios de ingeniería, pero Hungría se encontraba en una situación política caótica bajo el gobierno de la República Soviética Húngara bajo Béla Kun. Szilárd y su hermano Béla fundaron su propio grupo político, la Asociación Húngara de Estudiantes Socialistas, con una plataforma basada en un esquema de reforma fiscal ideado por Szilárd. Estaba convencido de que el socialismo era la respuesta a los problemas de la posguerra de Hungría, pero no el del Partido Socialista Húngaro de Kun, que tenía estrechos vínculos con la Unión Soviética. Cuando el gobierno de Kun tambaleó, los hermanos cambiaron oficialmente su religión de "israelita" a "calvinista", pero cuando trataron de volver a inscribirse en lo que ahora era la Universidad Tecnológica de Budapest, los estudiantes nacionalistas lo impidieron por su condición de judíos.
Convencido de que no había futuro para él en Hungría, Szilárd salió para Berlín a través de Austria el 25 de diciembre de 1919, y se inscribió en la Universidad Técnica de Berlín. Pronto se le unió su hermano Béla. Szilárd se aburrió con la ingeniería, y su atención se volvió hacia la física. Esta disciplina no se enseñaba en la Technische Hochschule, por lo que se le transfirió a la Universidad Guillermo Federico, donde asistió a conferencias dictadas por Albert Einstein, Max Planck, Walther Nernst, James Franck y Max von Laue. También se reunió con sus compañeros estudiantes húngaros Eugene Paul Wigner, John von Neumann y Dennis Gabor. Su tesis doctoral en termodinámica Über die thermodynamischen Schwankungserscheinungen (Sobre la manifestación de fluctuaciones termodinámicas), fue elogiada por Einstein, y obtuvo los máximos honores en 1922. La tesis versaba sobre un antiguo problema de filosofía de la física térmica y estadística, conocido como el demonio de Maxwell, un experimento mental concebido por el físico James Clerk Maxwell. El problema se pensaba que era irresoluble, pero al abordarlo, Szilárd reconoció la conexión entre la termodinámica y la teoría de la información.
Szilárd fue nombrado ayudante de von Laue en el Instituto de Física Teórica en 1924. En 1927 terminó su habilitación y se convirtió en un Privatdozent (profesor privado) de física. Para su conferencia de habilitación, produjo un segundo documento sobre el demonio de Maxwell, Über die Entropieverminderung in einem thermodynamischen System bei Eingriffen intelligenter Wesen (Sobre la reducción de la entropía en un sistema termodinámico por la intervención de seres inteligentes), que en realidad había sido escrita poco después de la primera. En este escrito introdujo el experimento mental ahora conocido como la máquina de Szilárd, un hito importante en la historia de los intentos de entender el problema del demonio de Maxwell. El documento es también la primera ecuación sobre la entropía negativa y la información. Como tal, colocó a Szilárd como uno de los fundadores de la teoría de la información, pero no lo publicó hasta 1929, y no lo continuó. Claude Elwood Shannon, quien lo retomó en la década de 1950, reconoció la publicación de Szilárd como su punto de partida.
En su estancia en Berlín, Szilárd trabajó en numerosas invenciones técnicas. En 1928 presentó una solicitud para la patente de un acelerador lineal, sin saber de la existencia de un artículo anterior de Gustav Ising en una revista de 1924, ni del dispositivo operativo de Rolf Widerøe, y en 1929 solicitó una para el ciclotrón. También concibió un microscopio electrónico. Entre 1926 y 1930, trabajó con Einstein para desarrollar el refrigerador de Einstein, notable porque no tenía partes móviles. No construyó ninguno de estos dispositivos, ni publicó estas ideas en revistas científicas, así que el crédito de estas ideas fue a menudo a otros. Como resultado, Szilárd nunca recibió el Premio Nobel, pero Ernest Lawrence fue premiado por el ciclotrón en 1939 y Ernst Ruska por el microscopio electrónico en 1986.

## Etapas inglesa y estadounidense

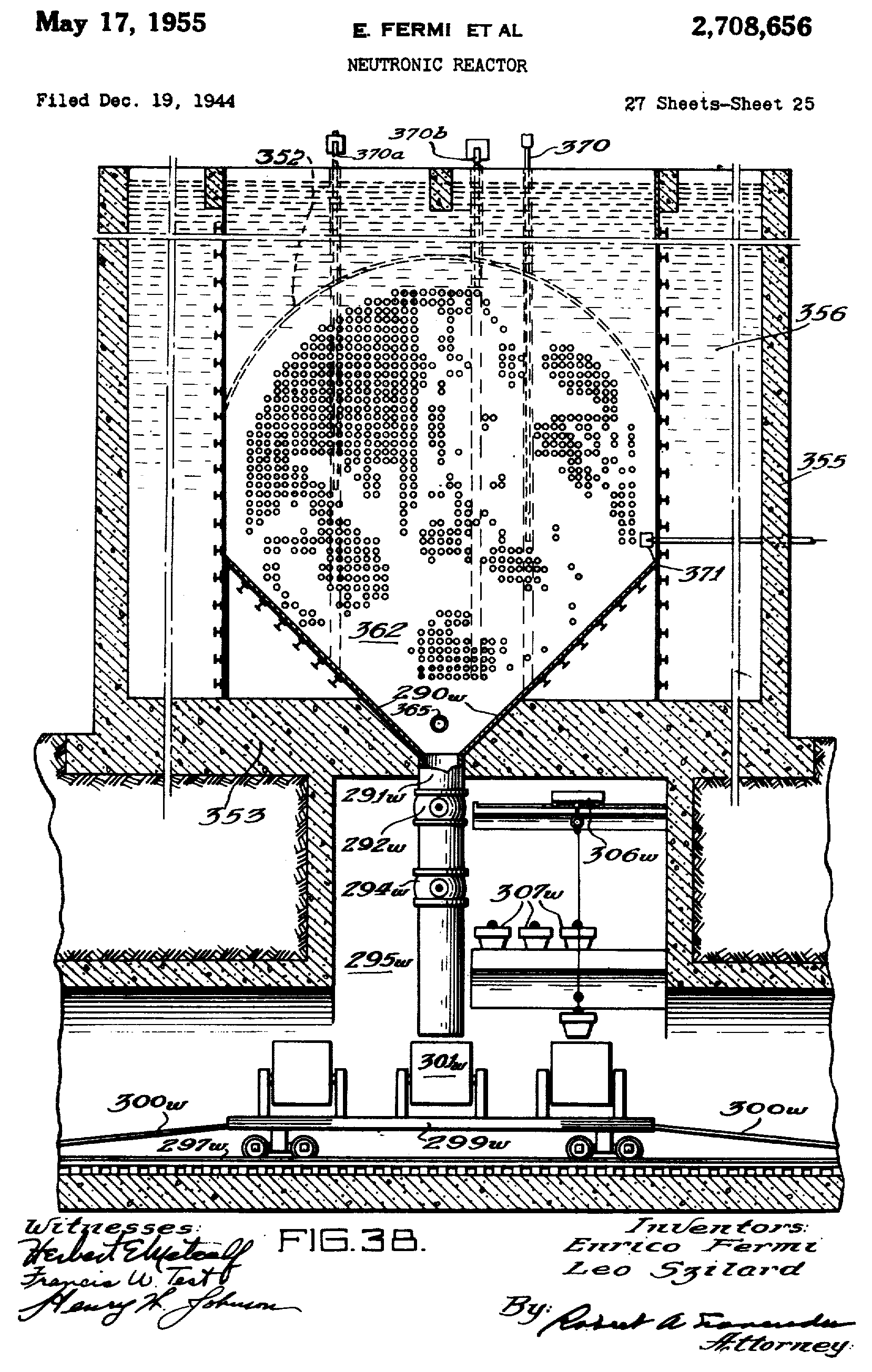
Reactor nuclear de Fermi-Szilárd.

Szilárd recibió la ciudadanía alemana en 1930, pero ya estaba incómodo acerca de la situación política en Europa. Cuando Adolf Hitler se convirtió en canciller de Alemania el 30 de enero de 1933, Szilárd instó a su familia y amigos a huir de Europa mientras todavía pudieran hacerlo. Se trasladó a Inglaterra, ayudando a fundar el Consejo de Asistencia Académica, una organización dedicada a ayudar a los estudiosos refugiados a encontrar nuevos puestos de trabajo, y convenció a la Royal Society para que proporcionase alojamientos en Burlington House, para lo que contó con la ayuda de académicos como Harald Bohr, Godfrey Harold Hardy, Archibald Vivian Hill y Frederick G. Donnan. Al estallar la Segunda Guerra Mundial en 1939, había ayudado a encontrar ocupación a más de 2500 estudiantes refugiados.
En Londres, leyó un artículo escrito por Rutherford en The Times, después de lo cual concibió la idea de una reacción nuclear en cadena. Szilárd fue probablemente el primer científico que pensó seriamente en construir bombas atómicas. (Había leído el relato de ficción "bombas atómicas" dentro de la novela de ciencia ficción de H. G. Wells The World Set Free). Pensó en la posibilidad de una reacción nuclear en cadena el 12 de septiembre de 1933 mientras esperaba para cruzar la calle en la Avenida de Southampton en Bloomsbury. Según se dice, Szilárd tuvo esta idea como consecuencia de su enfado por la negativa de Ernest Rutherford a hablar sobre la energía nuclear. Szilárd también fue el copropietario, junto a Enrico Fermi, de la patente sobre el reactor nuclear.
Durante el año siguiente, solicitó una patente sobre la reacción nuclear en cadena. Primero intentó crear esta reacción en cadena mediante berilio e indio, pero no consiguió la reacción que esperaba. En 1936, cedió la patente de reacción en cadena al Almirantazgo Británico para asegurar el secreto de la patente.
En 1938, aceptó una oferta para dirigir la investigación en la Universidad de Columbia en Manhattan, y se trasladó a Nueva York. Allí trabajó junto al premio Nobel Enrico Fermi. Después de estudiar la fisión en 1939, concluyó que el uranio sería el elemento capaz de producir la reacción en cadena.
Szilárd contribuyó decisivamente al desarrollo del Proyecto Manhattan. Envió una carta confidencial a Franklin D. Roosevelt explicando esta posibilidad, y animando al desarrollo de este programa, y obtuvo el apoyo de Albert Einstein en agosto de 1939. Más tarde, se trasladó a la Universidad de Chicago para seguir trabajando en el desarrollo de la bomba. Allí, con Fermi, colaboró en la construcción del primer "reactor neutrónico", una pila de uranio y grafito con la cual se obtuvo la primera reacción nuclear autónoma en cadena en 1942.

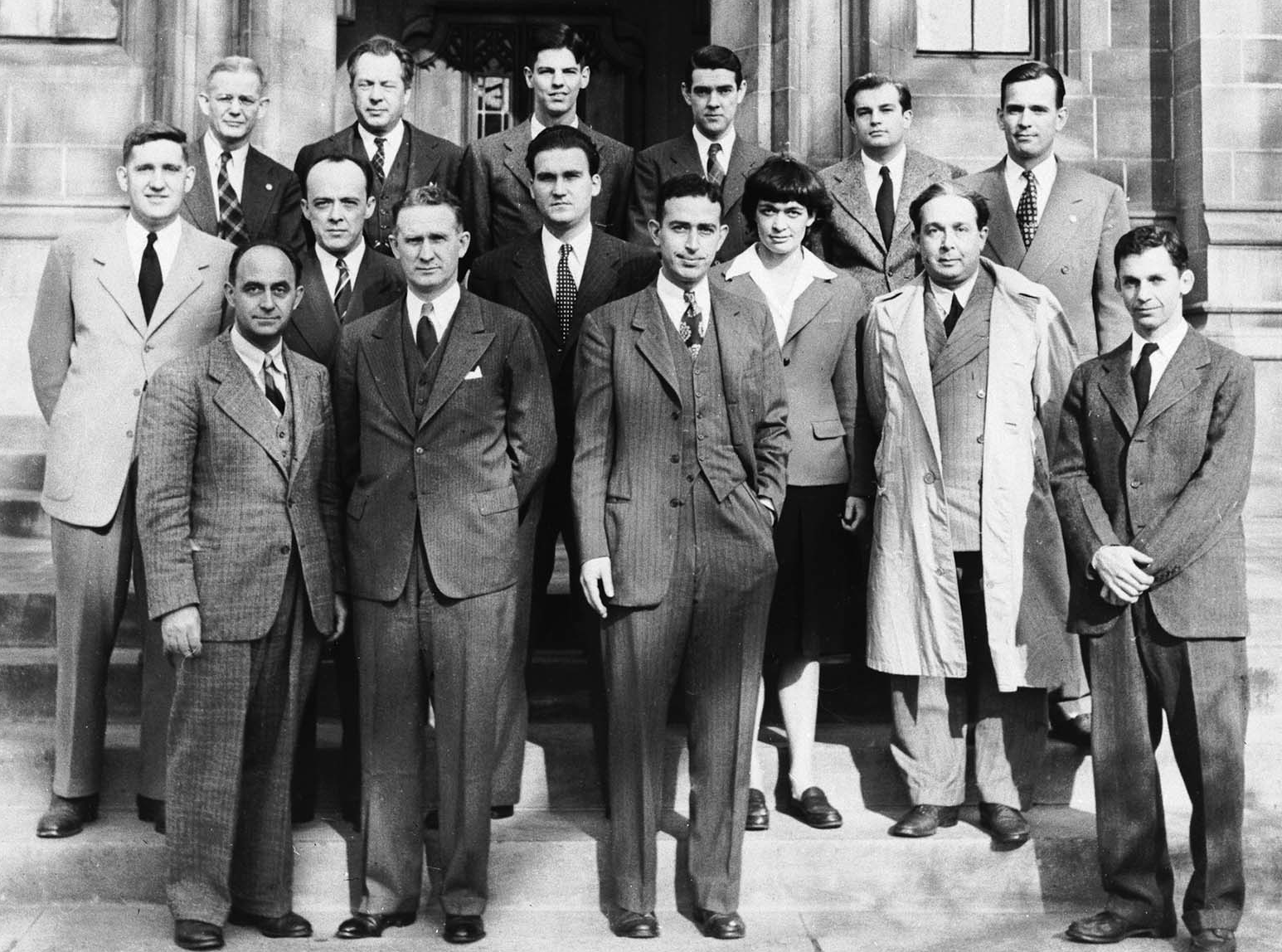
Equipo de la primera pila nuclear de Chicago: en la segunda fila, primero desde la derecha, o bien, el tercero del conjunto desde la derecha, Szilárd; fila de abajo primero de la izquierda, Enrico Fermi.

Como la guerra continuaba, Szilárd estaba cada vez más molesto a causa de que estaba siendo forzado a ceder la dirección de sus experimentos científicos a los militares, y se enfrentó en numerosas ocasiones con el general Leslie Groves, el jefe militar del Proyecto Manhattan. Su resentimiento hacia el gobierno estadounidense se incrementó debido a su intento fallido de evitar el empleo de la bomba atómica en la guerra.
Superviviente del "naufragio" de Hungría después de la Primera Guerra Mundial, habiendo sufrido todo tipo de opresiones, Szilárd sentía pasión por la preservación de vida humana y la libertad, sobre todo la de comunicar ideas. Esperaba que el gobierno estadounidense, que antes de la guerra se oponía al bombardeo de civiles, no usara la bomba, puesto que el único objetivo posible de un arma de esta magnitud es precisamente matar civiles. Esperaba que la mera amenaza de la bomba forzaría a Alemania o Japón a rendirse. Más que amenazar al Eje con la bomba, Harry Truman decidió simplemente usarla, a pesar de las protestas de Szilárd y muchos otros científicos del proyecto, causando la muerte de aproximadamente 300.000 civiles japoneses y destruyendo totalmente Hiroshima y parcialmente Nagasaki. 
En 1943, se nacionalizó como ciudadano de los Estados Unidos.
En 1947, se pasó de la física a la biología molecular, trabajando extensamente con Aaron Novick. Pasó sus últimos años en el Salk Institute en San Diego. Fundó el Council for a Livable World en 1962 para hacer llegar "la voz dulce de la razón" sobre las armas nucleares al Congreso, a la Casa Blanca y al público estadounidense.
Murió mientras dormía de un ataque al corazón en 1964. Era conocido por sus colegas como un pensador excéntrico, de pensamiento rápido, "tan bueno y cariñoso que asustaba a la gente" con declaraciones extrañas y aparentemente incongruentes, pero sumamente perspicaces.

## Eponimia
- El cráter lunar Szilard lleva este nombre en su memoria.[35]
- El asteroide (38442) Szilárd también conmemora su nombre.[36]